# مانوئل ناخرا
مانوئل ناخرا (اسپانیایی: Manuel Nájera‎؛ زادهٔ ۲۰ دسامبر ۱۹۵۲) بازیکن فوتبال اهل مکزیک بود.
از باشگاه‌هایی که در آن بازی کرده‌است می‌توان به باشگاه فوتبال مونتری اشاره کرد.
وی همچنین در تیم ملی فوتبال مکزیک بازی کرده‌است.